# Hound Dog (banda)
HOUND DOG (ハウンド・ドッグ) Es una banda japonesa, formada en la década de los 70.

## Biografía
Ellos se dieron a conocer en occidente por el relanzamiento de su tema R★o★c★k★s en el año 2002,(Lanzado originalmente el 27 de agosto de 1986) que fue utilizado como primer opening para el anime Naruto. El nombre de la agrupación está basado en el tema "Hound Dog" (un tema interpretado por Elvis Presley ) debido a que Kohei Otomo es fanático del cantante. La Banda ha modificado a la mayoría de sus integrantes durante su trayectoria musical exceptuando a Kohei Otomo (Vocal) que se ha mantenido desde su comienzo hasta la actualidad.

## Discografía
- Welcome To The Rock'n Roll Show (1980)
- STAND PLAY (1981)
- Power Up!  (1981)
- ROLL OVER (1982)
- BRASH BOY (1983)
- DREAMER (1984)
- SPIRITS! (1985)
- LOVE (1986)
- BE QUIET (1987)
- GOLD (1989)
- VOICE (1990)
- BACK TO ROCK (1991)
- BRIDGE (1992)
- RIVER (1993)
- ROCK ME (1994)
- ACROSS THE RAINBOW (1996)
- BABY UNIVERSE (1998)
- HAPPY STAR (2000)
- BIG DIPPER (2002)
- 11 ROOMS FOR SKY (2004)
- OMEGA (2005)